# Arrondissement Saint-Malo
Das Arrondissement Saint-Malo ist eine Verwaltungseinheit des französischen Départements Ille-et-Vilaine innerhalb der Region Bretagne. Verwaltungssitz (Unterpräfektur) ist Saint-Malo.

## Kantone
Im Arrondissement liegen fünf Kantone (Wahlkreise):
- Kanton Combourg
- Kanton Dol-de-Bretagne
- Kanton Melesse (mit 1 von 15 Gemeinden)
- Kanton Saint-Malo-1
- Kanton Saint-Malo-2

## Gemeinden
Die Gemeinden (INSEE-Code in Klammern) des Arrondissements Saint-Malo sind:
| 1. Baguer-Morvan (35009)              | 2. Baguer-Pican (35010)                   | 3. La Baussaine (35017)            | 4. Bonnemain (35029)                   |
| 5. La Boussac (35034)                 | 6. Broualan (35044)                       | 7. Cancale (35049)                 | 8. Cardroc (35050)                     |
| 9. La Chapelle-aux-Filtzméens (35056) | 10. Châteauneuf-d’Ille-et-Vilaine (35070) | 11. Cherrueix (35078)              | 12. Combourg (35085)                   |
| 13. Cuguen (35092)                    | 14. Dinard (35093)                        | 15. Dingé (35094)                  | 16. Dol-de-Bretagne (35095)            |
| 17. Epiniac (35104)                   | 18. La Fresnais (35116)                   | 19. La Gouesnière (35122)          | 20. Hédé-Bazouges (35130)              |
| 21. Hirel (35132)                     | 22. Les Iffs (35134)                      | 23. Lanrigan (35148)               | 24. Lillemer (35153)                   |
| 25. Longaulnay (35156)                | 26. Lourmais (35159)                      | 27. Meillac (35172)                | 28. Mesnil-Roc’h (35308)               |
| 29. Miniac-Morvan (35179)             | 30. Le Minihic-sur-Rance (35181)          | 31. Mont-Dol (35186)               | 32. Pleine-Fougères (35222)            |
| 33. Plerguer (35224)                  | 34. Plesder (35225)                       | 35. Pleugueneuc (35226)            | 36. Pleurtuit (35228)                  |
| 37. Québriac (35233)                  | 38. La Richardais (35241)                 | 39. Roz-Landrieux (35246)          | 40. Roz-sur-Couesnon (35247)           |
| 41. Sains (35248)                     | 42. Saint-Benoît-des-Ondes (35255)        | 43. Saint-Briac-sur-Mer (35256)    | 44. Saint-Brieuc-des-Iffs (35258)      |
| 45. Saint-Broladre (35259)            | 46. Saint-Coulomb (35263)                 | 47. Saint-Domineuc (35265)         | 48. Saint-Georges-de-Gréhaigne (35270) |
| 49. Saint-Guinoux (35279)             | 50. Saint-Jouan-des-Guérets (35284)       | 51. Saint-Léger-des-Prés (35286)   | 52. Saint-Lunaire (35287)              |
| 53. Saint-Malo (35288)                | 54. Saint-Marcan (35291)                  | 55. Saint-Méloir-des-Ondes (35299) | 56. Saint-Père-Marc-en-Poulet (35306)  |
| 57. Saint-Suliac (35314)              | 58. Saint-Thual (35318)                   | 59. Sougeal (35329)                | 60. Tinténiac (35337)                  |
| 61. Trans-la-Forêt (35339)            | 62. Trémeheuc (35342)                     | 63. Trévérien (35345)              | 64. Trimer (35346)                     |
| 65. Le Tronchet (35362)               | 66. Vieux-Viel (35354)                    | 67. La Ville-ès-Nonais (35358)     | 68. Le Vivier-sur-Mer (35361)          |

## Neuordnung der Arrondissements 2017

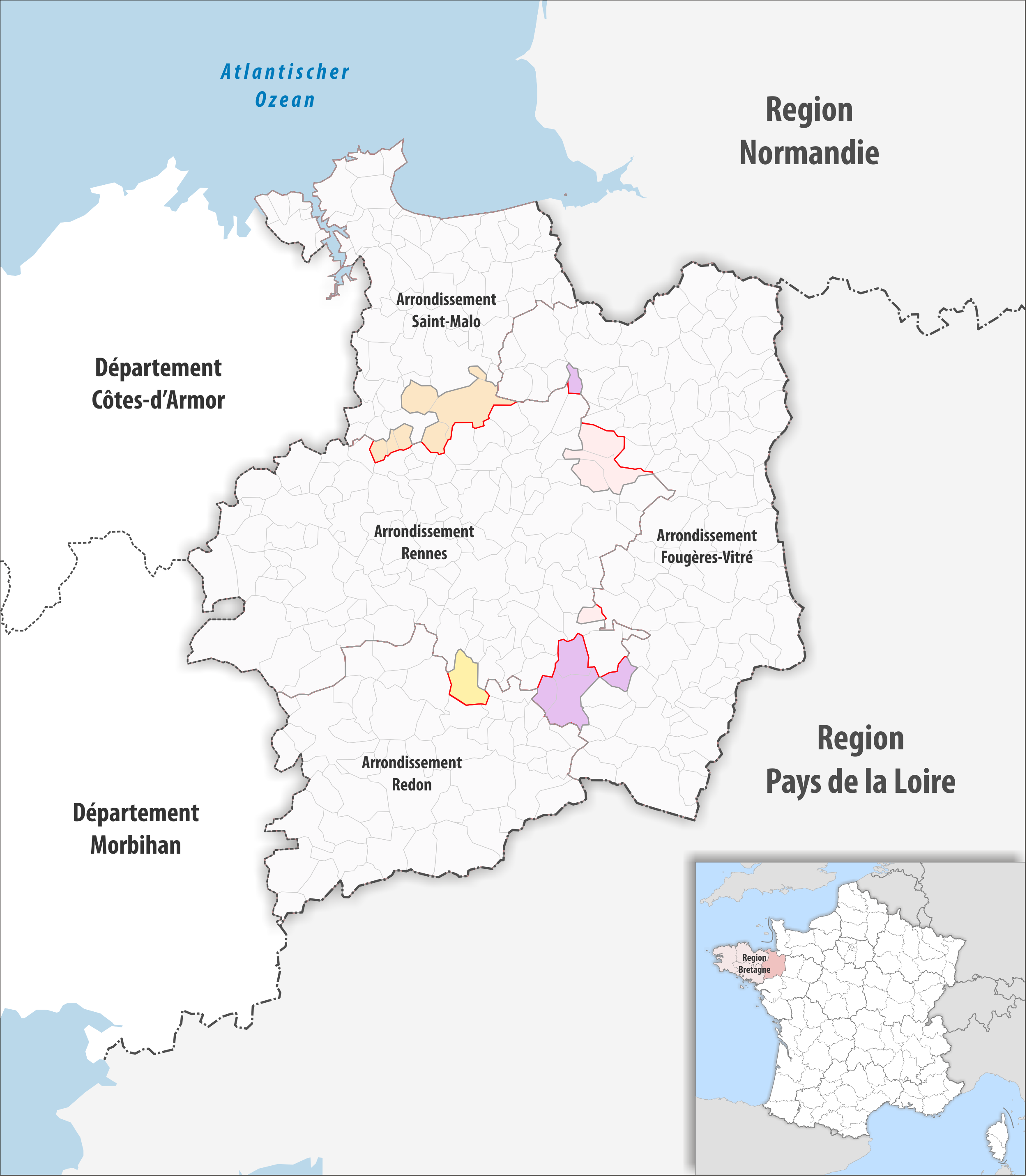
Arrondissementsanpassungen im Jahr 2017

Durch die Neuordnung der Arrondissements im Jahr 2017 wurde die Fläche der sieben Gemeinden Cardroc, Dingé, Hédé-Bazouges, Les Iffs, Lanrigan, Québriac und Saint-Brieuc-des-Iffs vom Arrondissement Rennes dem Arrondissement Saint-Malo zugewiesen.

## Ehemalige Gemeinden seit der landesweiten Neuordnung der Arrondissements
bis 2018: Saint-Pierre-de-Plesguen, Lanhélin, Tressé